# Тимм, Мадс
Мадс Тимм (дат. Mads Timm; род. 31 октября 1984, Оденсе, Дания) — датский футболист, нападающий, тренер.

## Карьера
Будучи воспитанником клуба «Оденсе», Тимм присоединился к английскому клубу «Манчестер Юнайтед» в 2000 году. Дебютировал в первом матче против «Маккаби Хайфа» в Лиге чемпионов в октябре 2002 года. Тем не менее, обеспечить себе место в первой команде не сумел и провел некоторое время в аренде в норвежском клубе «Викинг», забив первый в истории гол на новом стадионе клуба, а также в клубе английской футбольной лиги «Уолсолл».
В марте 2005 года Тимм был приговорен к 12 месяцам лишения свободы в колонии для несовершеннолетних за опасное вождение. Мадс вместе с партнёром по команде Кэллумом Фланаганом устроили гоночное соревнование на трассе, во время которого автомобиль Флэнагана врезался в другой автомобиль. «Юнайтед» отчислил Флэнагана после инцидента, однако, Тимму разрешили остаться в клубе